# ビルギット・フィッシャー
ビルギット・フィッシャー（Birgit Fischer、1962年2月25日 - ）は、東ドイツ（現ドイツ）の女子カヌー選手。ブランデンブルク・アン・デア・ハーフェル出身。元夫は同じくカヌー選手のヨルグ・シュミット。2児の母。

## 経歴
8歳からカヌーを始め、1979年に17歳で世界選手権を初制覇し、世界最年少の女王になった。オリンピックには1980年から2004年まで6回出場し、8個の金メダルと4個の銀メダルを獲得。最初の金メダルが18歳の時、最後の金メダルが42歳の時であり、オリンピックのカヌー競技では最年少&最年長の金メダリストである。
2008年の北京オリンピック出場を目指していたが、2008年2月5日、調整不十分を理由に出場を断念したことを発表した。金メダル8個は、女子ではラリサ・ラチニナ（体操）の9個に次ぐ歴代2位タイ。
2004年11月にドイツのテレビ局「ZDF」が選出した『ドイツの20世紀スポーツマン』では、大賞のミハエル・シューマッハに次いで2位に選ばれた（ちなみに3位はシュテフィ・グラフ、4位はフランツ・ベッケンバウアー、5位はボリス・ベッカー）。

## 主な成績
- 1979年 世界選手権 カヤックフォア500m金メダル
- 1980年 モスクワオリンピック カヤックシングル500m金メダル
- 1981年 世界選手権 カヤックシングル、ペア、フォア金メダル
- 1982年 世界選手権 カヤックシングル、ペア、フォア金メダル
- 1983年 世界選手権 カヤックシングル、ペア、フォア金メダル
- 1984年 ロサンゼルスオリンピック　ボイコットで出場できず
- 1985年 世界選手権 カヤックシングル、ペア、フォア500m金メダル
- 1986年 息子出産のため競技を離れる（6月11日に男の子を出産）
- 1987年 世界選手権 カヤックシングル、ペア、フォア500m金メダル
- 1988年 ソウルオリンピック カヤックペア、フォア500m金メダル、シングル500m銀メダル
- 1989年～91年 一時引退（1989年10月22日に女の子を出産）
- 1992年 バルセロナオリンピック カヤックシングル500m金メダル、フォア500m銀メダル
- 1993年 世界選手権 カヤックシングル、フォア500m金メダル、シングル5000m銅メダル
- 1994年 世界選手権 カヤックシングル、フォア500m金メダル、ペア、フォア200m銀メダル、ペア500m銅メダル
- 1995年 世界選手権 カヤックフォア500m金メダル、フォア200m銀メダル
- 1996年 アトランタオリンピック カヤックフォア500m金メダル、ペア500m銀メダル
- 1997年 世界選手権 カヤックペア、フォア500m、ペア、フォア200m、ペア1000m金メダル
- 1998年 世界選手権 カヤックフォア500m金メダル、ペア500m、ペア1000m銀メダル
- 1999年 世界選手権 フォア500m銀メダル
- 2000年 シドニーオリンピック カヤックペア、フォア500m金メダル
- 2001年～03年 一時引退
- 2004年 アテネオリンピック カヤックフォア500m金メダル、ペア500m銀メダル
- 2005年 世界選手権 カヤックフォア1000m、ペア200m銅メダル